# Črnobeli hrbtiščar
Črnobeli hrbtiščar (znanstveno ime Resupinatus alboniger) je gliva iz rodu hrbtiščarjev (Resupinatus).

## Značilnosti
Klobuk ima v premeru od 2 do 10mm. Je okrogle oblike in prirjen bolj ali manj na sredščni točki, kadar raste na spodnji strani hlodov, sicer pe je polkrožen do pahljačast in pritrjen bočno. Površina je dokaj gladka, vendar včasih s finimi sivkastimi dlakami. Je črna do temno sivorjave brave s svetlejšim robom.
Lističi rastejo radialno iz točke pritrditve. So razmaknjeni in včasih imajo belkaste ostrinke.
Bet nima.
Meso je neznatno in črnikasto, brez izrazitega vonja in okusa.

## Razširjenost in življenjski prostor
Razširjen po vsemu svetu, a redek. Raste pomladi in jeseni, samostojno ali v skupinah kot gniloživka na nedavno odmrlem lesu.

## Mikroskopske značilnosti
Trosni odtis je bele barve. Trosi so podolgovato eliptični, rahlo zakrivljeni, gladki, neamiloidni in merijo 5,5–8 x 2,5–4 μm.

## Podobne vrste
- domači hrbtiščar (Resupinatus europaeus) je belkasto sive barve.

## Uporabnost
Neužiten.